# Spumador
La Spumador S.p.A. è una società produttrice di bevande gassate soft drink.
Nel 1888 a Cermenate, in provincia di Como, Domenico e Regina Verga dettero inizio alla produzione di gassose. Attualmente il gruppo comasco conta oltre 400 dipendenti, un fatturato di oltre 150 milioni di euro per un totale di quattro stabilimenti di imbottigliamento per 22 linee di produzione.

## Storia
Nel 1922 Antonio Verga, il figlio dei coniugi Verga, si trasferì a Lomazzo e cominciò a produrre la gazzosa "Spumador" riscuotendo immediato successo fra i consumatori. La sua caratteristica bottiglia chiusa da una pallina di vetro (Bottiglia Codd), le meritò l'appellativo di "ul sciampagn de la balèta" (lo champagne della pallina).
Nel 1938 Antonio Verga inventò la "Spumador Classica", nota ancor oggi come la "Spumador nera", la "Spumador 1938" o semplicemente "1938". Questa bibita ha un gusto caratteristico molto simile a quello del chinotto, suo diretto concorrente.
Negli anni la gamma delle bevande è andata arricchendosi di sempre nuovi prodotti per soddisfare l'evolversi dei gusti. Ancora oggi, molti degli aromi per le bibite sono ricavati da infusioni di erbe aromatiche ottenute direttamente nei laboratori dell'azienda.
Dal 1966, con l'acquisizione dell'acqua oligominerale Fonte S. Antonio, la società si introdusse anche nel mercato delle acque minerali. Nel corso degli anni altre marche di acqua vennero assorbite dal gruppo: Fonte S. Francesco, Fonte S. Andrea, Fonte Gioiosa, Nocera Umbra e Valverde.
Nel 2005 il 76% del capitale azionario viene acquisito dal fondo d'investimenti statunitense LBMB, mentre il restante 24% rimane in mano alle famiglie Verga e Colombo.
Nel 2011 il pacchetto di maggioranza passa al gruppo Refresco.
Nel giugno 2022 la società è posta sotto amministrazione giudiziaria per un anno per infiltrazioni della ’ndrangheta. I giudici del Tribunale di Milano hanno rilevato «una grave situazione di infiltrazione mafiosa nell’attività di impresa esercitata, perdurante dal 2018 sino ad oggi, che ha permesso a svariate società, riconducibili ad esponenti della ’ndrangheta, di operare indisturbate nel tessuto economico, alterandone le regole della concorrenza e ottenendo così ingenti vantaggi»

## La prima pubblicità
Le prime pubblicità, sotto forma di manifesti, comparvero negli anni trenta sui muri dei paesi lariani e sul retro dei pullman di linea. Proponevano, nello stile tipico dell'epoca, la grande bottiglia con l'etichetta con in primo piano un boccale straboccante di schiuma della spuma "1938", la bevanda che sancirà il successo dell'azienda. Negli anni successivi i cartelloni pubblicitari arrivano nelle vie di Milano e disegnate anche sulle fiancate dei tram.

## Principali prodotti
- Acqua minerale
- Spuma
- Gassosa
- Aranciata (dolce, amara, rossa)
- Ginger Dry
- RC Cola

## Stabilimenti
- Caslino al Piano
- Spinone al Lago
- Sulmona
- Quarona Sesia
- Recoaro Terme
- Fidenza